# 奧卡河 (西伯利亞)
奧卡河是俄羅斯的河流，位於西伯利亞，屬於安加拉河的左支流，河道全長630公里，從發源地布里亞特薩彥嶺西部流經伊爾庫茨克州，最後注入布拉茨克水庫。